# Aucklandella thyellma
Aucklandella thyellma là một loài tò vò trong họ Ichneumonidae.